# Montréal, arts interculturels
Montréal, arts interculturels (MAI) est un organisme culturel pluridisciplinaire de Montréal créé en 1999.

## Description
Le MAI est un organisme à but non lucratif dont la mission consiste à accompagner et à promouvoir des pratiques artistiques interculturelles afin de permettre un dialogue entre les cultures à Montréal. Le MAI subventionne et présente des projets en danse, en théâtre, en arts visuels et médiatiques, en arts de la parole etc. Il accompagne des artistes émergents ou confirmés et soutient particulièrement des artistes issus de la diversité culturelle,. L’organisme dispose d’un théâtre, d’une galerie, d’un café et de deux salles de répétition.

## Historique
En 1990, le Regroupement pour le développement des pratiques artistiques interculturelles voit le jour. Dès 1989, le regroupement choisit d’œuvrer à la création d’un nouvel espace culturel à Montréal et c’est à Milton Parc, rue Jeanne-Mance, que le MAI sera installé en 1999. L’organisme est alors doté d’un café, d’une galerie et de deux salles de répétition. En 2005, le MAI inaugure son programme d’accompagnement des artistes, programme qui sera renommé « Complices » en 2018. À l’origine, le programme s’adressait principalement aux artistes autochtones et artistes issus de la diversité culturelle mais le programme s’est peu à peu élargit afin d’inclure des artistes en situation de handicap, issus de minorités linguistiques ou des communautés LGBTQAAI. En mars 2020, le MAI est contraint d'annuler un bon nombre de ses spectacles du printemps à la suite du décret d'urgence sanitaire pour contrer la pandémie du coronavirus.

## Missions
Le MAI a pour mission principale d’encourager le dialogue en présentant des démarches artistiques interculturelles approchant les questions d’identité, de genre, d’orientation sexuelle, de religion etc. Ainsi, l’organisme dispose de deux missions principales. La première consiste à accompagner des artistes dans leur développement et/ou leur promotion afin de stimuler des productions hybrides et des démarches transversales, pluridisciplinaires et interculturelles. La seconde mission vise à s’adresser à un public varié et à proposer une programmation ainsi que des ateliers inclusifs à destination tant de connaisseurs que de néophytes. Pour ce faire, le MAI propose des programmes d'accompagnements ainsi qu'une programmation annuelle. Face au manque de diversité culturelle dans les arts contemporains au Québec, le MAI a également mis de l'avant les arts contemporains des communautés noires.

### Programmation
Chaque année le MAI propose une programmation officielle, mettant de l'avant une vingtaine d'artistes. La programmation inclut des expositions (en moyenne quatre par an), des spectacles de danse, musique ou autres dans le théâtre du MAI et des spectacles présentés hors les murs en partenariat avec d'autres espaces culturels à Montréal. Plusieurs artistes ayant acquis une notoriété au Québec, au Canada et parfois à l'international font partie de la programmation des années précédentes tels que Manuel Mathieu, Hannah Claus, Jean-Daniel Rohrer, Dana Michel, Su-Feh Lee, Daina Ashbee, The Dancers of Damelahamid... Ces dernières années, les difficultés à entrer au Canada pour les artistes étrangers ont causé quelques problèmes à l'organisme.
La saison 2018-2019 du MAI s'intitule Jusqu'où s'étend ton amour ?  et présente près de trente évènements en danse, musique, théâtre, arts interdisciplinaires, arts de la parole ainsi que cinq expositions en arts visuels.
| Image saison | Nom de l'évènement | Artiste(s)                                                                  | Catégorie artistique                                                        | Ville de l'artiste                                                          |
| Saison 2019-20 Direction artistique : Michael Toppings. Thématique : Reflet                                                    | Saison 2019-20 Direction artistique : Michael Toppings. Thématique : Reflet                                                       | Saison 2019-20 Direction artistique : Michael Toppings. Thématique : Reflet | Saison 2019-20 Direction artistique : Michael Toppings. Thématique : Reflet | Saison 2019-20 Direction artistique : Michael Toppings. Thématique : Reflet |
| --- | --- | --------------------------------------------------------------------------- | --------------------------------------------------------------------------- | --------------------------------------------------------------------------- |
| | Camille: un rendez-vous au delà du visuel,                                                                                        | Audrey-Anne Bouchard                                                        | Théâtre                                                                     | Montréal                                                                    |
| Fragments d'Ana | Ligia Borges | Théâtre                                                                     | Montréal                                                                    |                                                                             |
| L'exhumée | Julie Robinson | Arts visuels                                                                | Montréal                                                                    |                                                                             |
| Borderlines | Taoufiq Izeddiou | Danse                                                                       | Marrakech                                                                   |                                                                             |
| Fa'addebhou li (dresse-le pour moi)                                                                                            | Nancy Naous | Danse                                                                       | Beyrouth, Paris                                                             |                                                                             |
| Jogging | Hanane Hajj Ali | Théâtre                                                                     | Beyrouth                                                                    |                                                                             |
| Carrion | Justin Shoulder | Interdisciplinaire                                                          | Sydney                                                                      |                                                                             |
| Faith Hole | Nate Yaffe | Danse                                                                       | Montréal                                                                    |                                                                             |
| Colonial Body-Islands | Payam Mofidi | Arts Visuels                                                                | Montréal                                                                    |                                                                             |
| real's fiction \ dissonant_pleasures                                                                                           | Benjamin Kamino | Danse, interdisciplinaire                                                   | Montréal                                                                    |                                                                             |
| Motions and Dynamics | 100LUX + Forward Movements | Danse                                                                       | Montréal                                                                    |                                                                             |
| One Kind Favor | George Stamos + Karla Etienne + Radwan Ghazi Moumneh                                                                              | Danse                                                                       | Montréal                                                                    |                                                                             |
| The Novels of Elsgüer (Episode 5); if I saw you, I don't Remember                                                              | Santiago Tavera + Laura Acosta | Arts visuels                                                                | Montréal                                                                    |                                                                             |
| White (Ariane) | Ariah Lester | Théâtre, musique                                                            | Amsterdam, Caracas                                                          |                                                                             |
| Dreamweaver, | Anachnid | Musique                                                                     | Montréal                                                                    |                                                                             |
| Take d milk, nah? (annulé COVID-19)                                                                                            | Jivesh Parasram | Théâtre                                                                     | Toronto, Vancouver                                                          |                                                                             |
| De l'horizontal au vertical (annulé COVID-19)                                                                                  | José Luis Torres | Arts visuels                                                                | Montréal                                                                    |                                                                             |
| Sur ce chemin, tu es sûre de te perdre (annulé COVID-19)                                                                       | Diana León | Danse                                                                       | Montréal                                                                    |                                                                             |
| Zom-Fam (annulé COVID-19) | Kama La Mackerel | Performance, théâtre                                                        | Île Maurice, Montréal                                                       |                                                                             |
| Walking at night by myself (annulé COVID-19)                                                                                   | Nancy Tam | Interdisciplinaire                                                          | Vancouver                                                                   |                                                                             |
| Pomegranate | Heather Mah | Danse                                                                       | Montréal                                                                    |                                                                             |
| Strike/thru | Nadia Myre + Johanna Nutter | Interdisciplinaire                                                          | Montréal                                                                    |                                                                             |
| Saison 2018-19 Direction artistique : Michael Toppings. Thématique : Jusqu'où s'étend ton amour ?                              | |                                                                             |                                                                             |                                                                             |
| | Birds Crossing Borders | Khadija Baker                                                               | Arts visuels                                                                | Montréal                                                                    |
| Sound of the Beast | Donna-Michelle St. Bernard(en)Black Theatre Workshop (en)                                                                         | Théâtre                                                                     | Toronto                                                                     |                                                                             |
| Birthmark | Teesri Duniya Theatre | Théâtre                                                                     | Montréal                                                                    |                                                                             |
| To live as an organ within oneself                                                                                             | Naghmeh Sharifi | Arts visuels                                                                | Montréal                                                                    |                                                                             |
| Wamunzo | Zab Magoungou Compagnie Danse Nyata Nyata                                                                                         | Danse                                                                       | Montréal                                                                    |                                                                             |
| Lévriers | Sophie Gee / Nervous Hunter | Théâtre                                                                     | Montréal                                                                    |                                                                             |
| Cain & Abel | Arash et Aryo Khakpour / The Biting School                                                                                        | Danse / Théâtre                                                             | Vancouver                                                                   |                                                                             |
| In-Ward, | Alexandra Spicey Landé / Compagnie EBNFLŌH                                                                                        | Danse                                                                       | Montréal                                                                    |                                                                             |
| Wàsakozi | Mich Cota | Musique                                                                     | Montréal                                                                    |                                                                             |
| Le je et le nous / The I and The We, présenté avec Vidéographe                                                                 | Zoë Chan avec Arnait Video Productions, Shirley Bruno, Tonia Di Risio, Kirsten Leenars, Caroline Monnet, Anala Riley et Karen Tam | Arts visuels                                                                | Multiples                                                                   |                                                                             |
| Creatures | Luca Lazylegz Patuelli + Roya the Destroya / Royalazyness                                                                         | Danse                                                                       | Montréal, Melbourne                                                         |                                                                             |
| Taking Breath | Naishi Wang | Danse                                                                       | Toronto                                                                     |                                                                             |
| Numbers increase as we count...                                                                                                | Ülfet Sevdi | Théâtre                                                                     | Montréal                                                                    |                                                                             |
| Yev | Scapegoat Carnivale Theatre | Théâtre                                                                     | Montréal                                                                    |                                                                             |
| Malaginto | Marigold Santos | Arts visuels                                                                | Montréal, Calgary et Edmonton                                               |                                                                             |
| Own Your Voice, | Madame Gandhi | Musique                                                                     | Los Angeles                                                                 |                                                                             |
| The Mixolos Mitchtape Live In Montréal (#MMLinMTL)                                                                             | Mitcholos Touchie et invités | Spoken word                                                                 | Vancouver                                                                   |                                                                             |
| Séancers | Jaamil Olawale Kosoko | Série Black.art.empowerment                                                 | New York                                                                    |                                                                             |
| $elfie$ | Marikiscrycrycry | Série Black.art.empowerment                                                 | Londres                                                                     |                                                                             |
| Afrogalactica, a brief history of the future                                                                                   | Kapwani Kiwanga | Série Black.art.empowerment                                                 | Paris                                                                       |                                                                             |
| terrestrial | jumatatu m. poe | Série Black.art.empowerment                                                 | Philadelphie, New York                                                      |                                                                             |
| Seeds Cast Afar From Our Roots                                                                                                 | Angie Cheng, Winnie Ho et Chi Long                                                                                                | Danse et Interdisciplinaire                                                 | Montréal                                                                    |                                                                             |
| Exilium | Santiago Tamayo Soler | Série de performances : Prendre Place                                       | Montréal                                                                    |                                                                             |
| Neuter Ality | Yunuen Rhi | Série de performances : Prendre Place                                       | Los Angeles                                                                 |                                                                             |
| Undress/Re-Dress | Noëmi Lakmaier | Série de performances : Prendre Place                                       | Londres                                                                     |                                                                             |
| My Last American Dollar | Keijaun Thomas | Série de performances : Prendre Place                                       | New York                                                                    |                                                                             |
| Marvelous | Bryan Campbell | Série de performances : Prendre Place                                       | Paris                                                                       |                                                                             |
| Muy Serio | Carlos Maria Romero | Série de performances : Prendre Place                                       | Baranquilla                                                                 |                                                                             |
| Vomiting Flowers | Hea R. Kim | Arts visuels                                                                | Montréal                                                                    |                                                                             |
| Radio III | Elisa Harkins, Hanako Hoshimi-Caines, Zoë Poluch                                                                                  | Danse et Interdisciplinaire                                                 | Montréal, Stockholm et Oklahoma                                             |                                                                             |
| Saison 2017-18 Direction artistique : Michael Toppings. Thématique : Dans les temps d'épreuve, cultivez des fleurs magnifiques | |                                                                             |                                                                             |                                                                             |
| | La forêt noire | Anna Jane McIntyre                                                          | Arts visuels                                                                | Montréal                                                                    |
| Room 2048 | Hong Kong Exile | Interdisciplinaire                                                          | Vancouver                                                                   |                                                                             |
| En alerte | Taoufiq Izeddiou / anania danses                                                                                                  | Danse                                                                       | Marrakech                                                                   |                                                                             |
| A Paradigm of Fusion : Eyes Water Fire / Bliss Points                                                                          | Tomoyo Ihaya + Shyra de Souza | Arts visuels                                                                | Vancouver, Calgary                                                          |                                                                             |
| Tu ne te retourneras pas | Chittakone Baccam | Musique                                                                     | Montréal                                                                    |                                                                             |
| Flicker | Dancers of Damelhamid | Danse                                                                       | Vancouver                                                                   |                                                                             |
| La pileuse, | Sarah Elola | Danse                                                                       | Montréal                                                                    |                                                                             |
| Âgés et déjantés | Eclectik 2018 | Interdisciplinaire                                                          | Montréal                                                                    |                                                                             |
| Plateaux: voyage du Rio de la Plata à l'Altiplano, frontières d'Amérique Latine                                                | Wapiti + Émilie Girard-Charest + Andres Salas                                                                                     | Musique                                                                     | Montréal                                                                    |                                                                             |
| Earth. Sea. Sky. Constellations for my Relations                                                                               | Hannah Claus | Arts visuels                                                                | Montréal                                                                    |                                                                             |
| Elysia Crampton Live | Elysia Crampton | Musique                                                                     | Sacramento                                                                  |                                                                             |
| Minor Matter | Ligia Lewis | Danse                                                                       | Berlin                                                                      |                                                                             |
| Rendez-Vous with Home | Black Theatre Workshop | Théâtre                                                                     | Montréal                                                                    |                                                                             |
| Batârdes | Jade et Chloé Barshee / Théâtre Everest                                                                                           | Théâtre                                                                     | Montréal                                                                    |                                                                             |
| Dynasty | Hua Li | Musique                                                                     | Montréal                                                                    |                                                                             |
| J. Ellise Barbara's Black Space Mission,                                                                                       | Jef Ellise Barbara | Musique                                                                     | Montréal                                                                    |                                                                             |
| The Aisha of Oz | Aisha Sasha John | Danse                                                                       | Montréal                                                                    |                                                                             |
| Phantom Stills and Vibrations                                                                                                  | Lara Kramer | Arts visuels + performance                                                  | Montréal                                                                    |                                                                             |
| Saison 2016-17 Direction artistique : Michael Toppings. Thématique : Suivez notre exemple                                      | |                                                                             |                                                                             |                                                                             |
| | L'envers des îles blanches | Claudia Bernal                                                              | Interdisciplinaire                                                          | Montréal                                                                    |
| Leila's Death | Ali Chahrour | Danse, performance                                                          | Beyrouth                                                                    |                                                                             |
| The Demonstration | Coco Guzmán (en) | Installation                                                                | Toronto                                                                     |                                                                             |
| Made in China | Wen Wei Dance | Danse                                                                       | Vancouver                                                                   |                                                                             |
| Islam Chipsy & Eek | Islam Chipsy (en), Eek | Musique                                                                     | Le Caire                                                                    |                                                                             |
| Traversée | Voyageurs immobiles | Théâtre                                                                     | Montréal                                                                    |                                                                             |
| Sonido Pesao | Sonido Pesao | Musique                                                                     | Montréal                                                                    |                                                                             |
| Moi, petite malgache-chinoise                                                                                                  | Claudia Chan Tak | Danse                                                                       | Montréal                                                                    |                                                                             |
| Accordéon | Kaie Kellough | Interdisciplinaire                                                          | Montréal                                                                    |                                                                             |
| Love is a whole other creature                                                                                                 | Maia Iotzova | Installation multimédia                                                     | Montréal                                                                    |                                                                             |
| La ruée vers l'autre | Mafane | Conte                                                                       | Montréal                                                                    |                                                                             |
| La femme comme champ de bataille (ou du sexe de la femme comme champ de bataille dans la guerre en Bosnie)                     | Hashtpa Productions | Théâtre                                                                     | Montréal                                                                    |                                                                             |
| The Sign | Chun Hua Catherine Dong | Série de performances : Prendre Place                                       | Montréal                                                                    |                                                                             |
| I Stand In | Julie Valcan | Série de performances : Prendre Place                                       | Sydney                                                                      |                                                                             |
| It's not a thing | Keyon Gaskin | Série de performances : Prendre Place                                       | Portland                                                                    |                                                                             |
| Make A Line | Francisco-Fernando Granados | Série de performances : Prendre Place                                       | Toronto                                                                     |                                                                             |
| 50 Bulbs | Hee Ran Lee | Série de performances : Prendre Place                                       | New York, Séoul                                                             |                                                                             |
| Lectures on flesh and death (L.O.FAD)                                                                                          | Francis Marion Moseley Wilson | Série de performances : Prendre Place                                       | Oberlin, Glasgow                                                            |                                                                             |
| If I were the Apocalypse | Martin O'Brien | Série de performances : Prendre Place                                       | Londres                                                                     |                                                                             |
| Uroborus, | La Pocha Nostra (Guillermo Gómez-Peña (en), Saul Garcia-Lopez et Bailtronica Gomez)                                               | Série de performances : Prendre Place                                       | San Francisco                                                               |                                                                             |
| Make Banana Cry | Andrey Tay, Stephen Thompson | Série interdisciplinaire : Agglomérat                                       | Montréal, Paris, Calgary                                                    |                                                                             |
| Ravemachine | Doris Uhlich, Michael Turinsky | Série interdisciplinaire : Agglomérat                                       | Vienne                                                                      |                                                                             |
| AL13B<3 | Fernando Belfiore | Série interdisciplinaire : Agglomérat                                       | Rio de Janeiro, Amsterdam                                                   |                                                                             |
| Aattille | Simon Portigal | Série interdisciplinaire : Agglomérat                                       | Montréal                                                                    |                                                                             |
| Saison 2015-16 Direction artistique : Michael Toppings. Thématique : Be Together, not the same.                                | |                                                                             |                                                                             |                                                                             |
| | Le corps sans organe | Ila Firouzabadi + Payam Mofidi                                              | Arts visuels                                                                | Montréal                                                                    |
| Projet chevelu | Maria Lité danse | Danse                                                                       | Montréal                                                                    |                                                                             |
| This, Myself, One After Another                                                                                                | Andréa de Keijzer / Je suis Julio                                                                                                 | Danse, performance                                                          | Montréal, Mexico                                                            |                                                                             |
| Mi última foto | Esthel Vogrig | Danse                                                                       | Montréal, Mexico                                                            |                                                                             |
| Unwrapping culture, | Pichet Klunchun + Alvin Erasga Tolentino                                                                                          | Danse                                                                       | Bangkok, Vancouver                                                          |                                                                             |
| 4 Solos, | Aakash Odedra Company | Danse                                                                       | Londres                                                                     |                                                                             |
| The Present Future is Written in the Past                                                                                      | Diyan Achjadi | Arts visuels                                                                | Vancouver                                                                   |                                                                             |
| Complexe R | Compagnie de danse EBNFLŌH | Danse                                                                       | Montréal                                                                    |                                                                             |
| Ouvre-moi ton plexus novembre,                                                                                                 | La Bronze | Musique                                                                     | Montréal                                                                    |                                                                             |
| American Boy | Hetain Patel | Performance, interdisciplinaire                                             | Londres                                                                     |                                                                             |
| African Guitar Spirit, | Gotta Lago | Musique                                                                     | Montréal                                                                    |                                                                             |
| Cock | Playshed | Théâtre                                                                     | Montréal                                                                    |                                                                             |
| Palimpseste | Anna Binta Diallo | Arts visuels                                                                | Montréal                                                                    |                                                                             |
| Huff | Cliff Cardinal | Théâtre                                                                     | Toronto                                                                     |                                                                             |
| Another Home Invasion, | Tableau d'hôte théâtre | Théâtre                                                                     | Montréal                                                                    |                                                                             |
| Marathon | Aharona Israel | Performance, Interdisciplinaire                                             | Tel-Aviv                                                                    |                                                                             |
| Pitching Tents In Terra Nullius                                                                                                | Keesic Douglas + Matt Macintosh                                                                                                   | Arts visuels                                                                | Kamloops                                                                    |                                                                             |
| She Said / He Said | Black Theatre Workshop | Théâtre                                                                     | Montréal                                                                    |                                                                             |
| Creative Extremist | Jacob 'Kujo' Lyons + Gregory 'Krypto' Selinger                                                                                    | Danse                                                                       | Los Angeles, Montréal                                                       |                                                                             |
| Se questo é un uomo | Artistes multiples | Série Eclectik 2016                                                         | Villes multiples                                                            |                                                                             |

### Le rapport aux publics:Public+
Le programme Public+ est inaugurée en 2009. Il vise à proposer des activités en parallèle des expositions et de la programmation officielle du MAI afin de soulever questions et débats ou tout simplement de permettre une interaction.
La localisation du MAI, dans Milton Parc, entre le Plateau Mont-Royal et le Centre-Ville, permet de s’adresser à des publics variés. Il s’agit d’un quartier central de Montréal où plusieurs langues se côtoient ainsi que plusieurs communautés : universitaires, résidentielle et professionnelle. Le lieu est à l’image du souhait du MAI de proposer une programmation et un accompagnement inclusif venant rassembler divers publics, diverses communautés et ce toujours dans une recherche d’échange.

### L'accompagnement des artistes:Complices
Le MAI propose chaque année d’accompagner des artistes en leur offrant un soutien financier ou une assistance dans leur développement professionnel ou leur visibilité à Montréal. Grâce à ses studios, l’organisme propose également des espaces de travail ainsi que des résidences dans le but de soutenir des projets et des productions prometteuses. Le MAI propose notamment des programmes d'accompagnement jumelés avec le Conseil des Arts de Montréal. Le MAI est également un lieu de rencontre pour les artistes qui peuvent y trouver un contact tant avec le public qu’avec d’autres artistes, offrant ainsi la perspective de projets collaboratifs.
En 2005, le MAI lançait son programme de mentorat (aujourd’hui appelé Alliance) destiné aux artistes racisé.e.s ou nouvellement immigré.e.s au Canada. Depuis, le MAI a élargi la portée de ce programme afin d’y inclure aussi les artistes descendant.e.s des Premières Nations, Inuit, et Métis, les artistes sourd.e.s ou en situation de handicap, les membres de la communauté LGBTQQIP2SAA, ainsi que les artistes aîné.e.s.
Alliance est un modèle de mentorat unique au Canada. Grâce à des bourses de soutien, Alliance procure un accompagnement pour le développement professionnel et créatif des artistes (pratiques artistiques hybrides), au sein d’une structure solide et flexible. Les bourses de soutien sont conçues pour et par les artistes, définies et gérées avec les artistes et/ou les collectifs, qui déterminent les services dont ils et elles ont besoin, dans un format à court ou long terme (de 3 à 18 mois). Depuis 2005, plus de 317 artistes, compagnies et/ou collectifs ont été soutenu.e.s par le programme Alliance : complice, associé, collaborateur, co-conspirateur, et ultimement centre de développement – procurant un espace sûr et sécuritaire pour l’épanouissement professionnel et créatif, ceci au sein d’une structure solide, mais flexible (les récipiendaires sont sélectionné.e.s annuellement par un comité à la suite d'un appel public). 
C’est au sein de cette structure de soutien, en 2018, que le MAI commençait aussi à se positionner en tant que producteur (à travers La Ruche, une plateforme via laquelle des fonds sont injectés dans la recherche, la création et/ou la production de résidences d’artistes, avec des fonds placés directement entre les mains des artistes). Ce rôle de partenaire de production, relativement nouveau pour le MAI, est axé sur la facilitation, la navigation entre la vision de l’artiste et ses capacités, valorisant la relation tout en repensant les binarités. Depuis septembre 2018, Le MAI a co-produit les spectacles canadiens suivants : Lévriers, par Sophie Gee, Numbers increase as you count de Ülfet Sevdi, Seeds Cast Afar From Our Roots de Angie Cheng, Winnie Ho, & Chi Long, Radio III de Elisa Harkins, Zoë Poluch & Hanako Hoshimi-Caines, Real’s Fiction de Ben Kamino, ainsi que la co-production internationale terrestrial avec jumatatu m. poe.